# 橘修
橘 修（たちばな おさむ、1947年5月30日 - ）は、日本の元プロ野球審判員。パ・リーグ審判部主任を務めた。審判員袖番号は5（1979年採用から2003年まで）。
広陵高等学校卒業。広島市役所勤務を経て、広島県高野連審判員を務めたのち、NPB審判員となった。2003年に現役を退き、台湾プロ野球で審判技術指導員として活躍、台湾プロ野球の審判技術向上に努めた。

## 出場試合数
公式戦2376試合
オールスターゲーム - 4回(85年、90年、95年、99年)
日本シリーズ - 3回（91年、00年、01年）
オールスターでは85年第2戦、日本シリーズでは91年第3戦、00年第6戦でそれぞれ球審。
1986年からインサイドプロテクターを使用。
数多くの試合に立会い、1980年10月7日、近鉄バファローズが後期優勝マジック1の日本ハムファイターズに勝ちそのまま後期優勝をさらうきっかけになった試合でライト側外野審判、1988年10月19日川崎球場でのロッテオリオンズ - 近鉄バファローズ・ダブルヘッダー第1試合（10.19）と、2000年の日本シリーズ第6戦でそれぞれ球審を務めた。
商業労連・連帯労組プロ野球審判支部の支部長もつとめ、審判地位の向上に貢献した。